# Цехановець
Цехано́вець (також Цєхановець, пол. Ciechanowiec) — місто в східній Польщі, на річці Нурець. Належить до Високомазовецького повіту Підляського воєводства.

## Історія
У XIV столітті по березі річки Нурець, над якою лежить Цехановець, проходив кордон Київської Русі і, пізніше, Галицько-Волинського князівства.
1 квітня 1938 року селище Цехановець вилучене з Високомазовецького повіту і передане до Більського повіту та включене до складу міста Цехановець.

## Населення
Демографічна структура станом на 31 березня 2011 року:
|          | Загалом | Допрацездатний вік | Працездатний вік | Постпрацездатний вік |
| -------- | ------- | ------------------ | ---------------- | -------------------- |
| Чоловіки | 2431    | 471                | 1705             | 255                  |
| Жінки    | 2506    | 431                | 1556             | 519                  |
| Разом    | 4937    | 902                | 3261             | 774                  |

Станом на 30 червня 2012 року у Цехановці мешкала 4891 особа. Місто розташоване за західною межею території, заселеної українськомовним населенням.

## Релігія
У місті діє православна парафія Вознесіння Господнього. Православна церква Святого Юрія існувала вже у XIV столітті. 1730 року зведена греко-католицька церква Святого Юрія. У 1875—1884 році на місці старої парафіяльної греко-католицької церкви Святого Юрія зведено сучасну муровану церкву Вознесіння Господнього.

## Відомі люди

### Народилися
- Фердинанд (Домброва-Ціхановський) (1759—1828) — єпископ Української Греко-Католицької Церкви.
- Олександр Чижевський (1897—1964) — радянський вчений-біофізик.

## Галерея

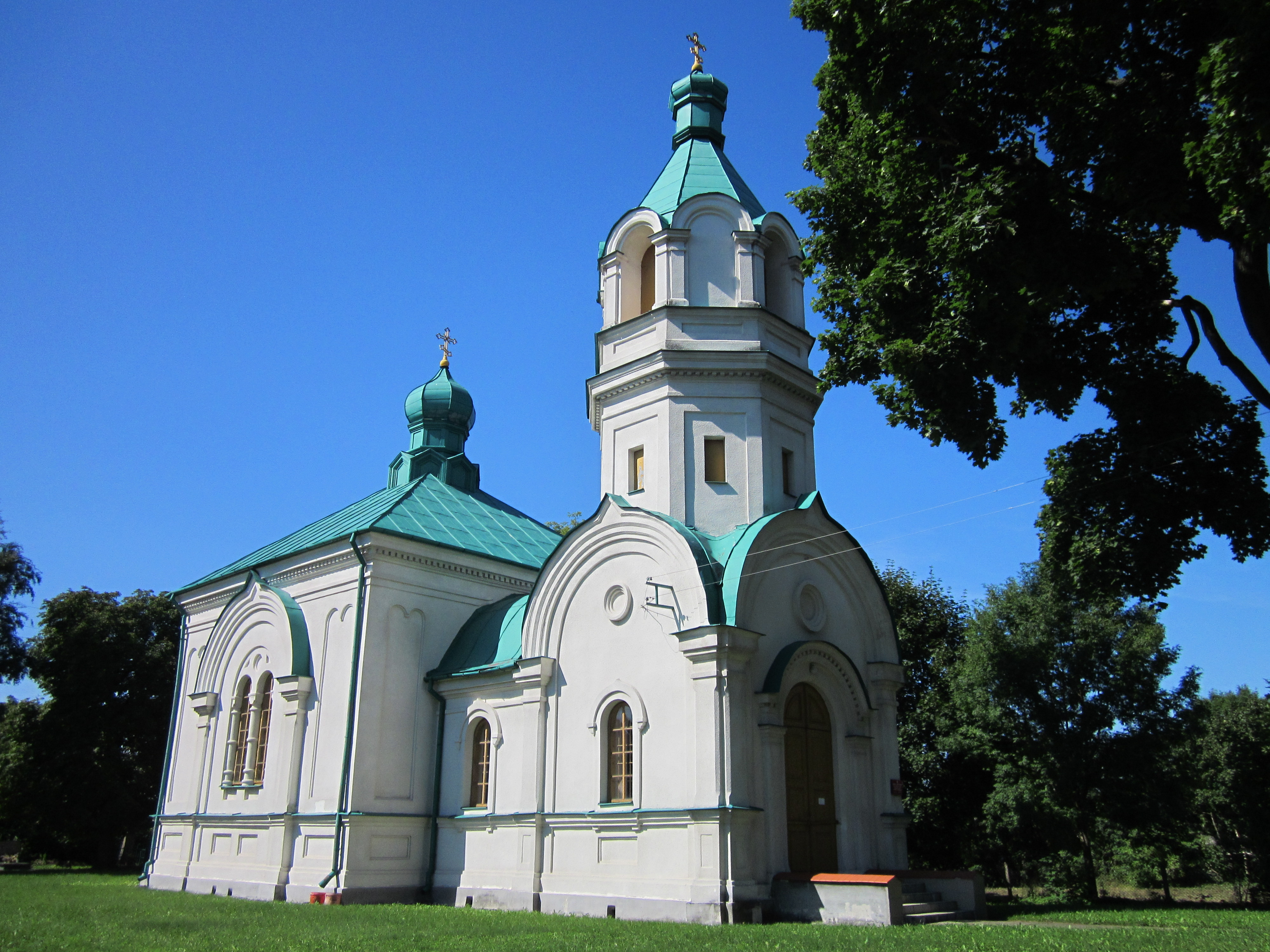
Православна церква Вознесіння Господнього
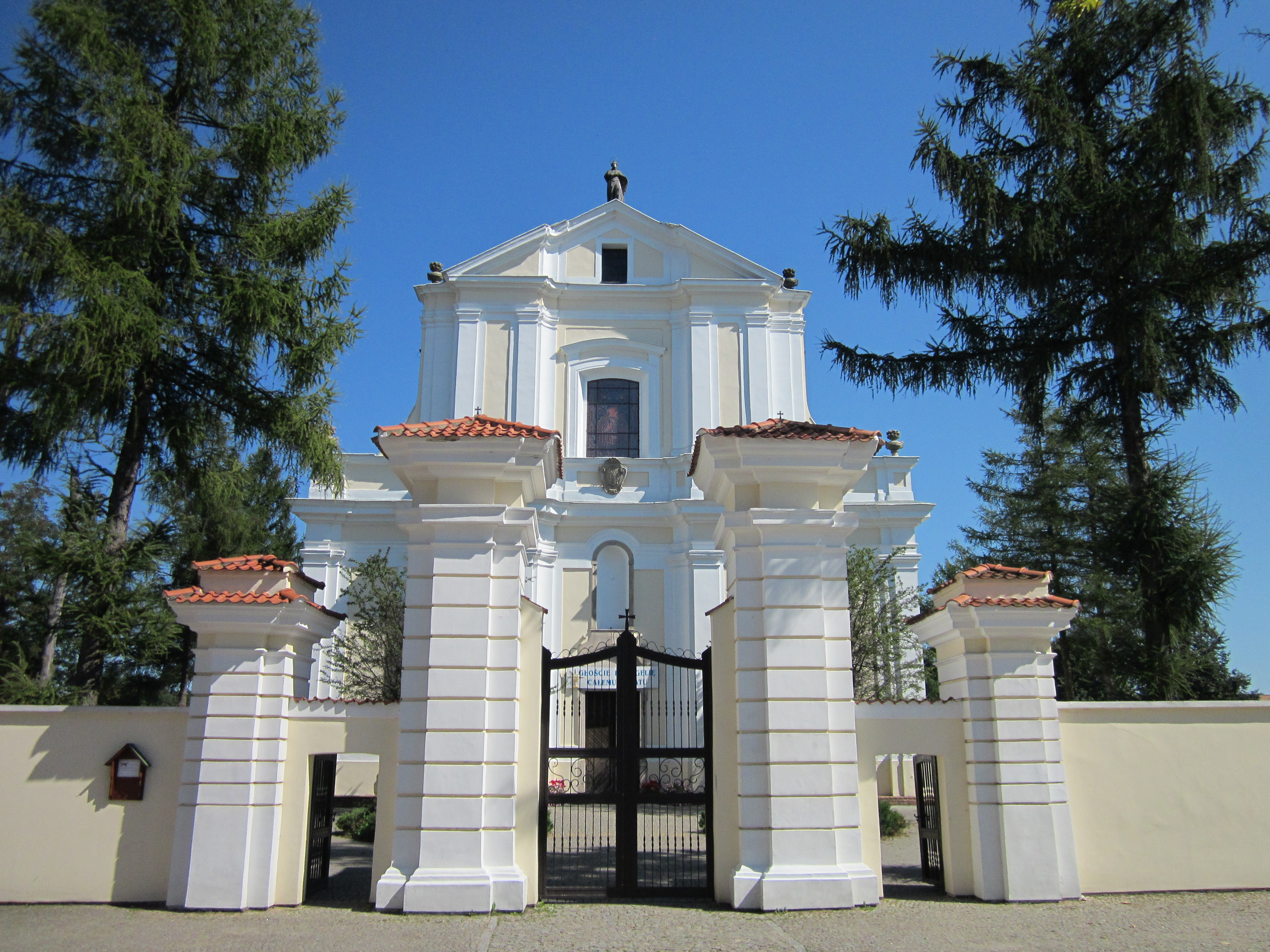
Костел Святої Трійці
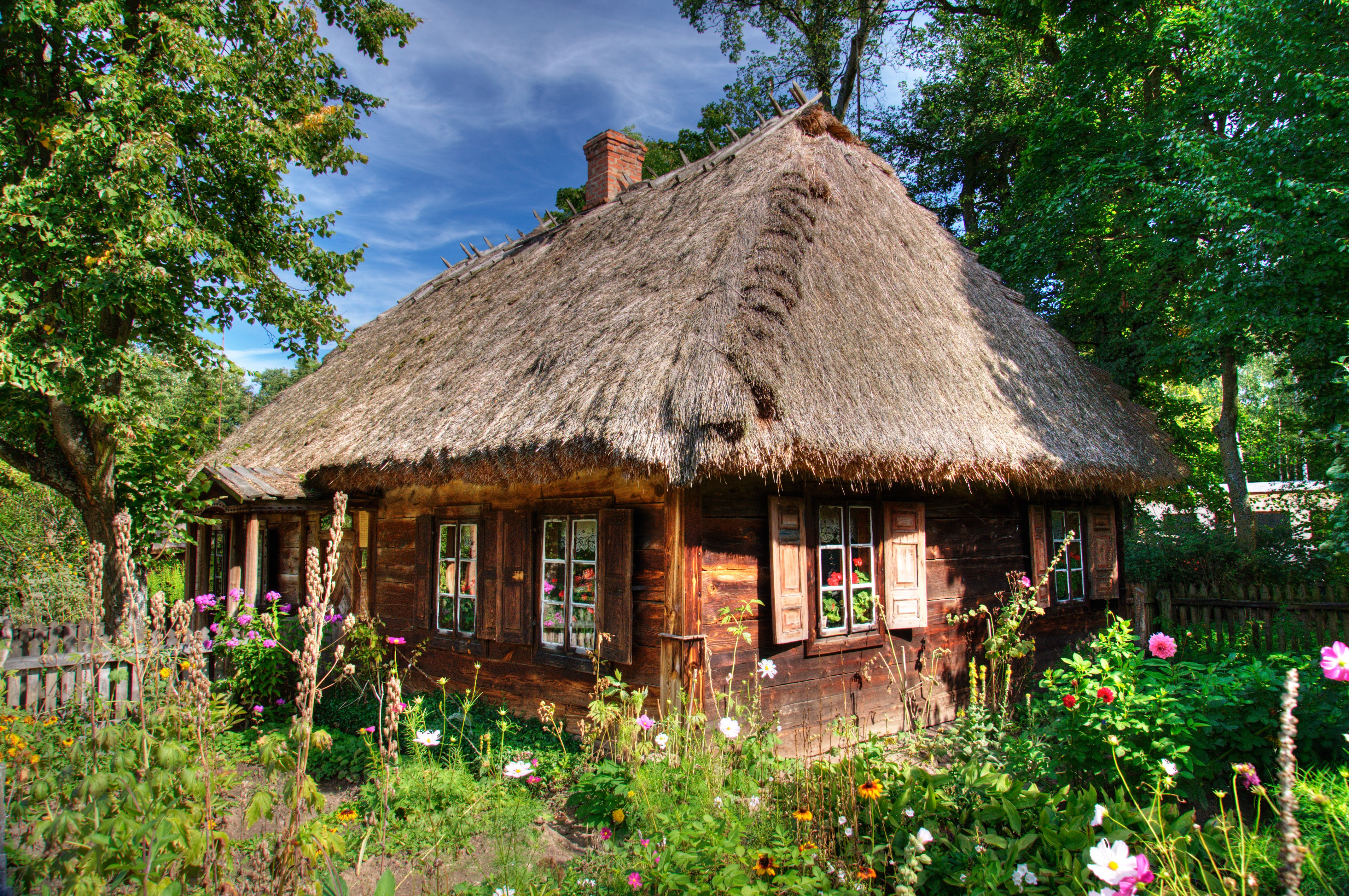
Сільськогосподарський музей
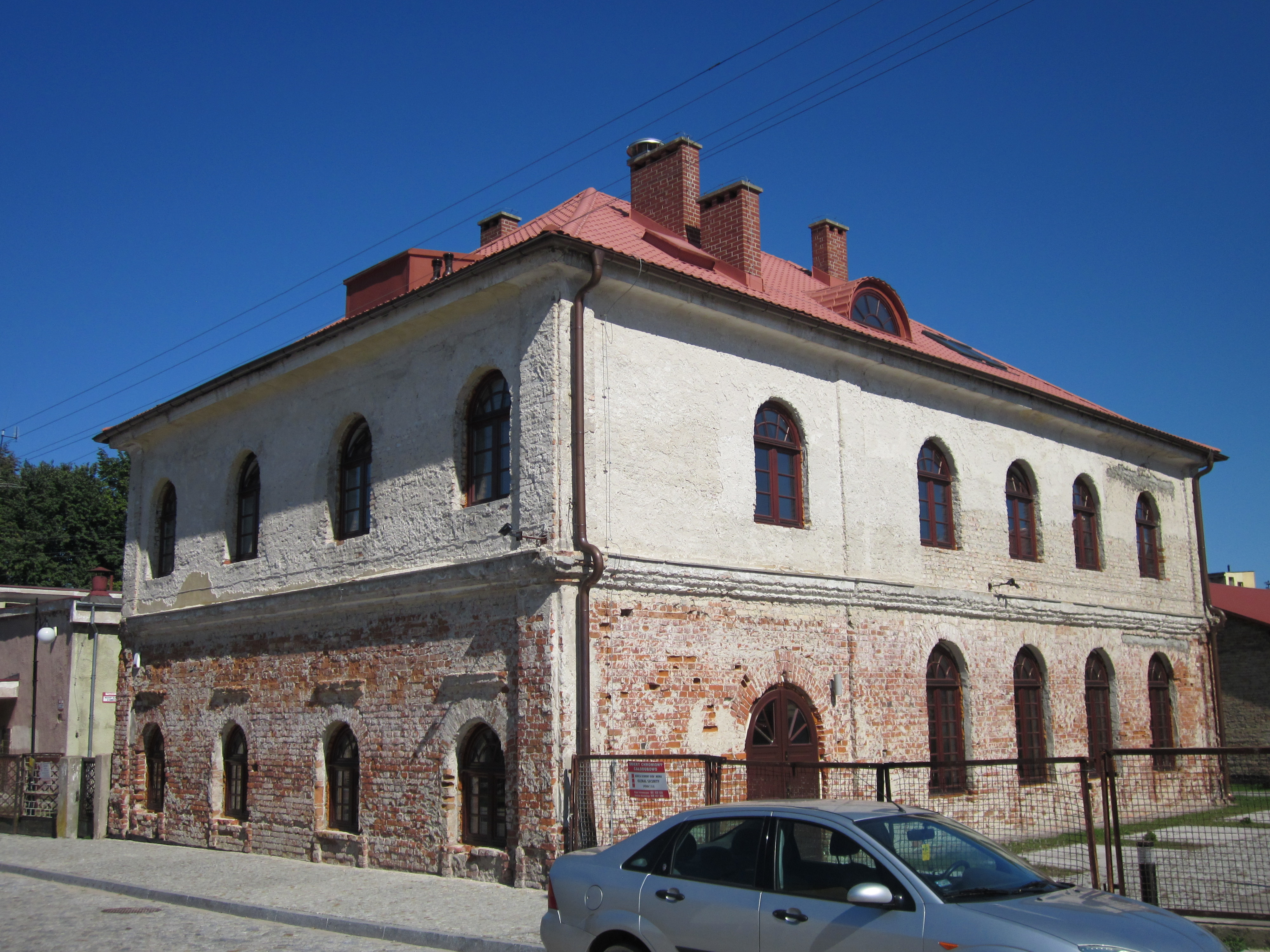
Колишня синагога
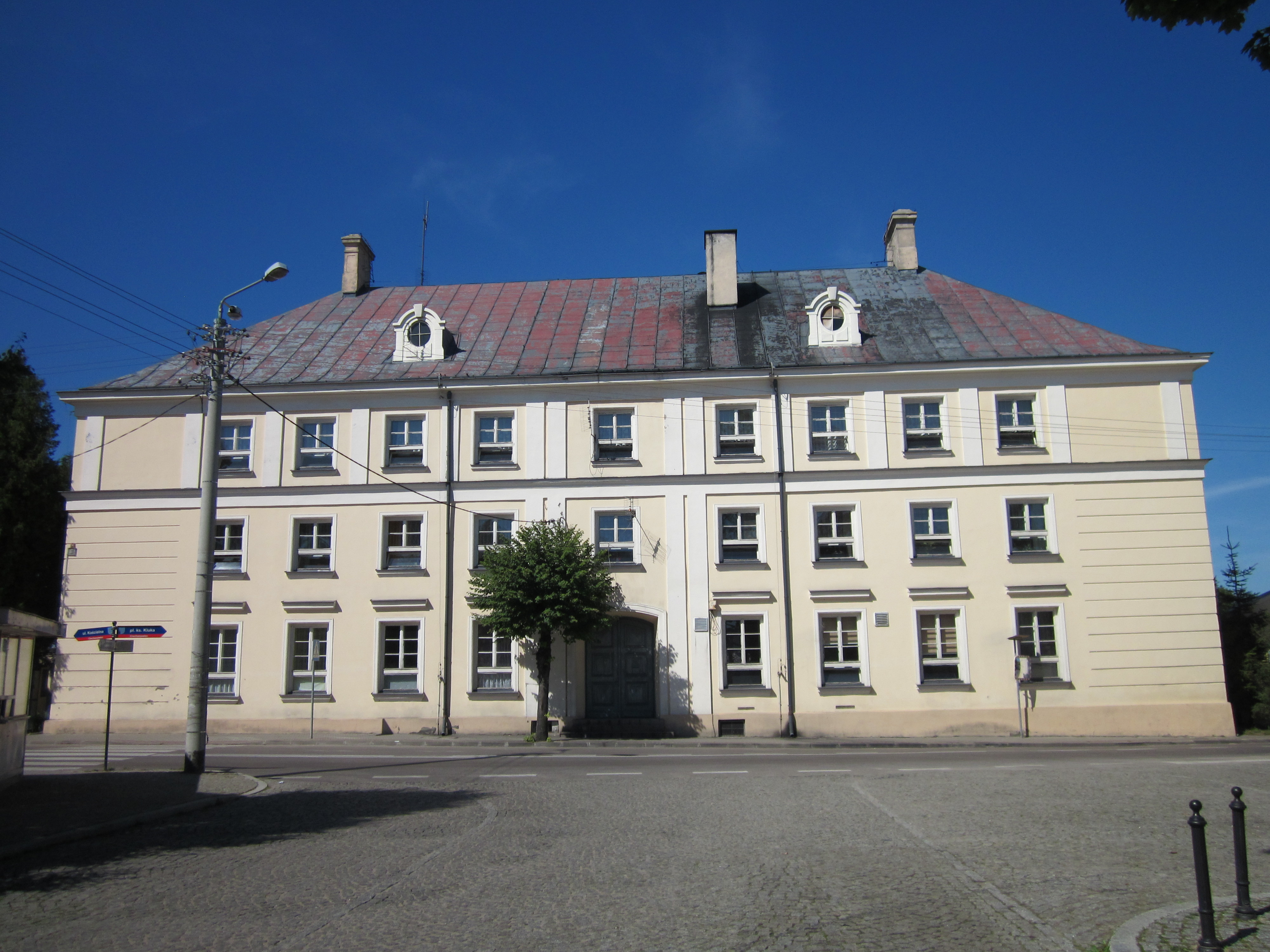
Колишній монастир і лікарня дочок милосердя
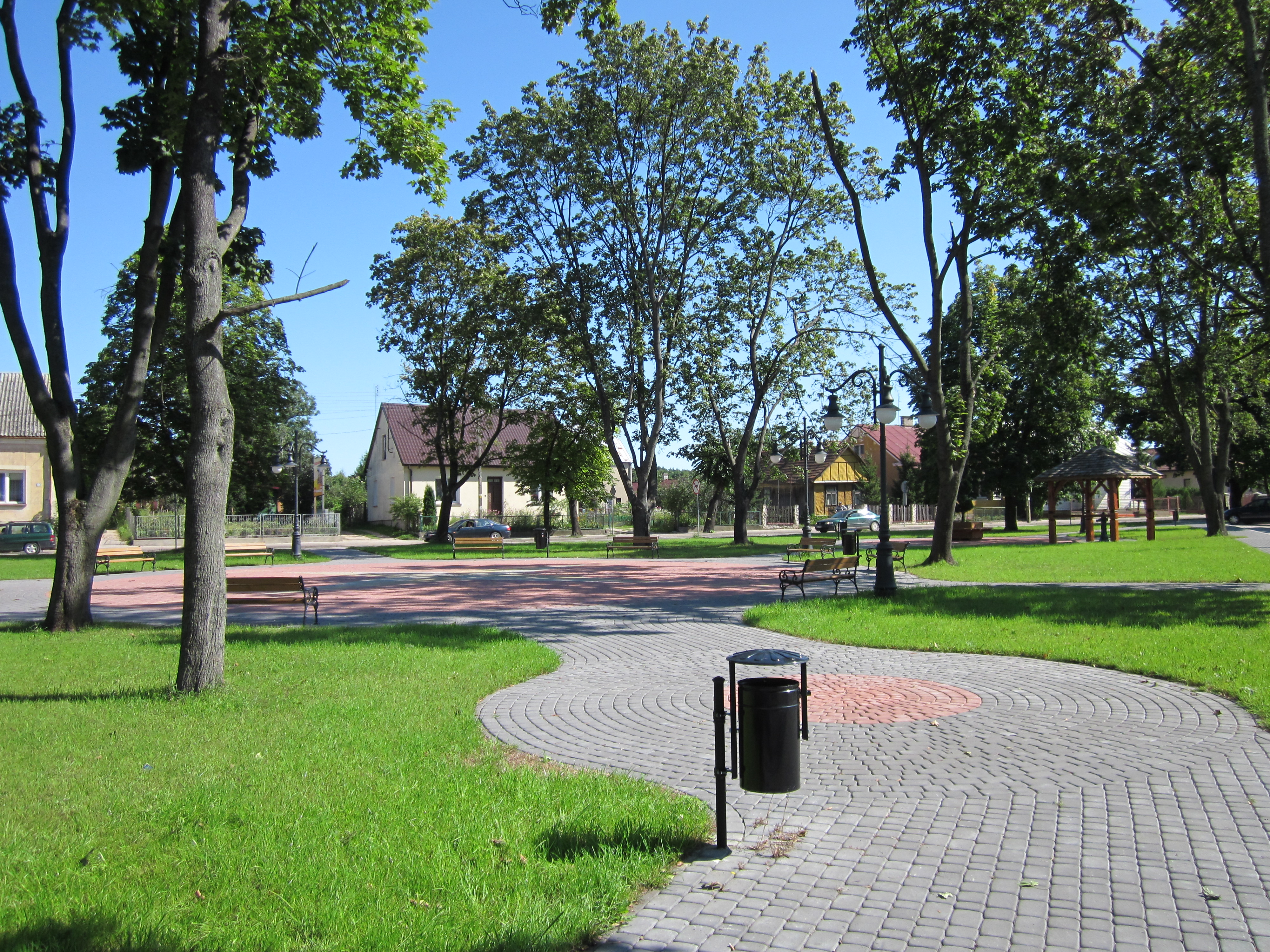
Парк на площі Івана Павла II